# 貝內迪克滕萬德山

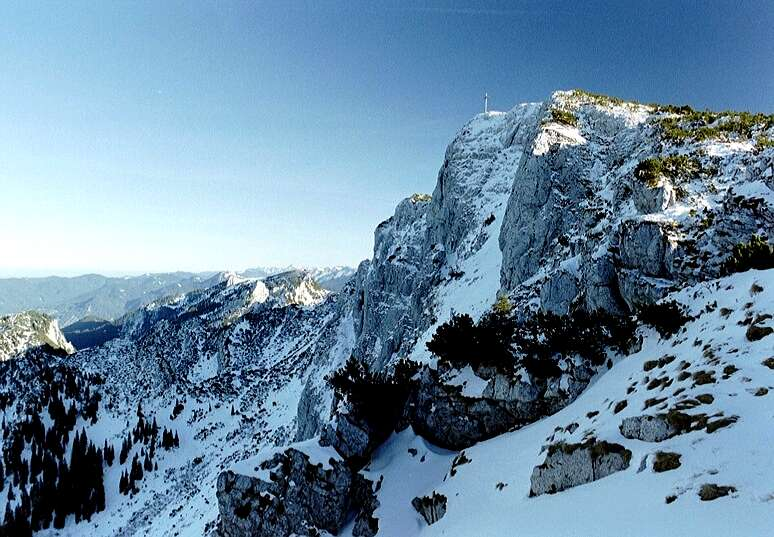

47°39′11″N 11°27′56″E / 47.65306°N 11.46556°E
貝內迪克滕萬德山（德語：Benediktenwand），是德國的山峰，位於該國東南部，由巴伐利亞負責管轄，屬於巴伐利亞前阿爾卑斯山脈的一部分，距離代梅爾約赫山13.9公里，海拔高度1,801米，每年平均降雨量1,764毫米。